# Albert Legrand
Pour les articles homonymes, voir Legrand.
Albert Legrand, né le 21 mai 1833 à Lambersart (Nord) et mort le 1er avril 1910, est un industriel et homme politique français.

## Biographie
Fils d'Albert Legrand, marchand-boucher à Lambersart, et de Secondine-Éléonore Serrure, Albert-Alphonse-Joseph Legrand naît le 21 mai 1833 au « Grand canon d'or », le cabaret tenu par son grand-père maternel, Henri-Joseph Serrure. Il est par conséquent le neveu du peintre Henri Serrure, dit Calixte Serrur.
Le 9 février 1857, à Ennetières-en-Weppes, Albert Legrand épouse Abéline-Angélique-Joseph Lemesre (1824-1887), veuve du journalier Charles-Auguste Ghestin.
L'année suivante (1858), Albert Legrand se lance dans le commerce.
Propriétaire d'une fabrique de céruse à Saint-André-lez-Lille, il entre au conseil municipal de cette commune avant d'en être nommé maire en 1878.
Deux ans plus tard, lors des élections cantonales de 1880, il pose sa candidature dans la canton de Lille-Ouest, dont le conseiller général sortant, Soins, ne se représente pas. Ayant obtenu 1 658 voix, contre 1 494 à Gustave Lemaître, il est élu conseiller général du Nord. Il sera réélu face au même adversaire le 1er août 1886 mais ne se représentera pas en 1892.
Républicain, proche du courant représenté à la Chambre par l'Union démocratique, il est l'un des 20 candidats de la liste opportuniste lors des élections législatives de 1885.
Le 26 juillet 1886, il obtient un poste de receveur particulier des finances de l'arrondissement de Doullens. Soupçonné de détournement et d'escroquerie, il est relevé de ses fonctions en 1899. Ayant pris la fuite, c'est par défaut qu'il est condamné à deux ans de prison pour abus de confiance en 1900.